# (468305) 2015 YA8
(468305) 2015 YA8 es un asteroide perteneciente al cinturón de asteroides, descubierto el 21 de agosto de 2008 por el equipo Spacewatch desde el Observatorio Nacional de Kitt Peak (Arizona, Estados Unidos).